# Nicarete affinis
Nicarete affinis là một loài bọ cánh cứng trong họ Cerambycidae.